# Guillermo Marín (actor argentino)
Guillermo Marín (Buenos Aires, Argentina; 1938-Ibídem; 14 de julio de 2018) fue un actor argentino de cine, teatro y televisión.

## Carrera
Integró el órgano fiscalizador del sindicato de la Asociación Argentina de Actores. 
En teatro, trabajó en "Los bajos fondos", "Lázaro Morales, pastor" ambas bajo la dirección de Alfredo Zemma, "Eh, Jane" con Nélida Romero, dirigida por Patricio Orozco; "Al fin me jubilé y ahora qué" junto a sus compañeros de La Casa del Teatro; "Locas por el biógrafo", dirigida por Julio Baccaro, con María Elena Sardi y Luisa Albinoni; "El gran show internacional del Cabaret Bijou" con Juan Carlos Puppo, Gladys Florimonte, Hugo Midón, Alfredo Zemma y Jorge Sassi; "Pippin" con Luisina Brando, Beatriz Bonnet, Raúl Lavié y Tincho Zabala; "La misma historia de siempre" con Alejandro Duncan y Selva Xtabay; "La tartamuda" con Nelly Fontán y Miguel Jordán, entre otros.
Integró durante un año la agrupación I Musicisti, que luego se convirtió en Les Luthiers. Con ellos participó en las obras "IMYLOH" y "Música..? Sí, claro" de 1966 y 1967.
En cine, filmó El profesor patagónico con Luis Sandrini y Piero; De eso no se habla de María Luisa Bemberg, El arreglo con Federico Luppi y Rodolfo Ranni; Los gauchos judíos de Juan José Jusid, Paula contra la mitad más uno de Néstor Paternostro; Los superagentes y la gran aventura del oro con Julio de Grazia, Victor Bo y Ricardo Bauleo, Don Carmelo Il Capo con Eddie Pequenino, Thelma Stefani y Adriana Aguirre.
En televisión, participó de los ciclos Su comedia favorita y Comedias para vivir.
Sus últimos años los residió en la Casa del Teatro. Falleció e 14 de julio de 2018.

## Filmografía
- 1993: De eso no se habla
- 1983: El arreglo
- 1980: Los superagentes y la gran aventura del oro
- 1975: Don Carmelo Il Capo
- 1974: Los gauchos judíos
- 1971: Paula contra la mitad más uno
- 1970: El profesor patagónico